# Centa Bré

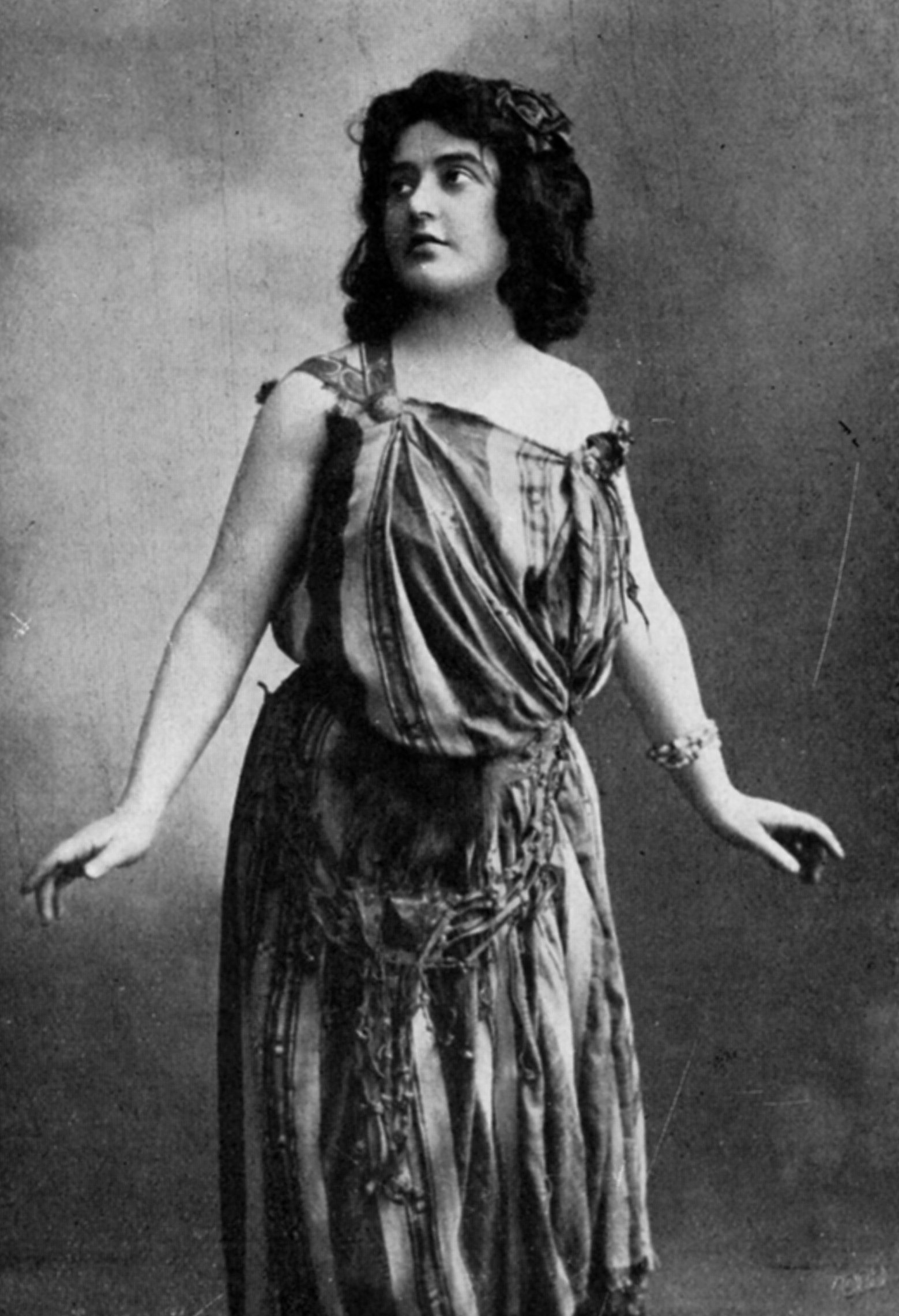
Centa Bré, Foto von Arnold Mocsigay, um 1909

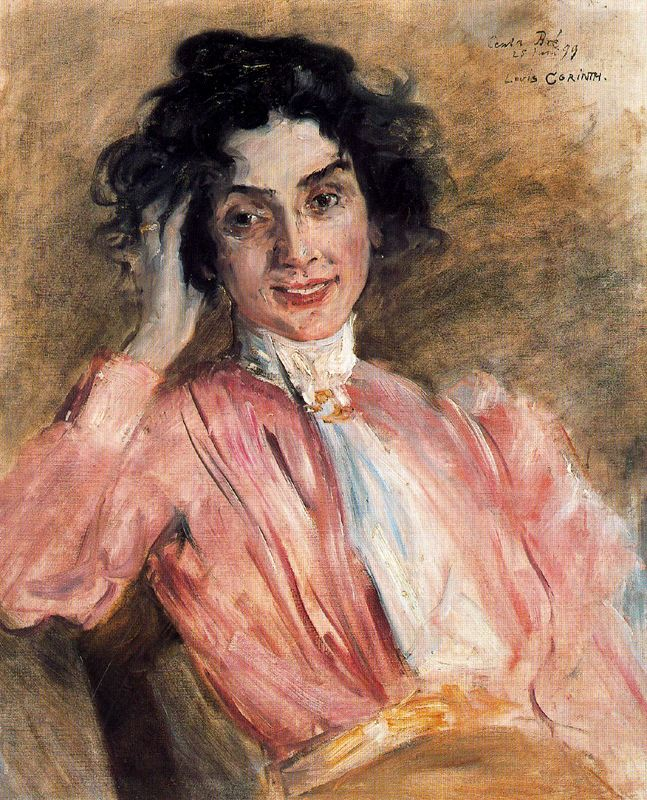
Porträt der Centa Bré von Lovis Corinth

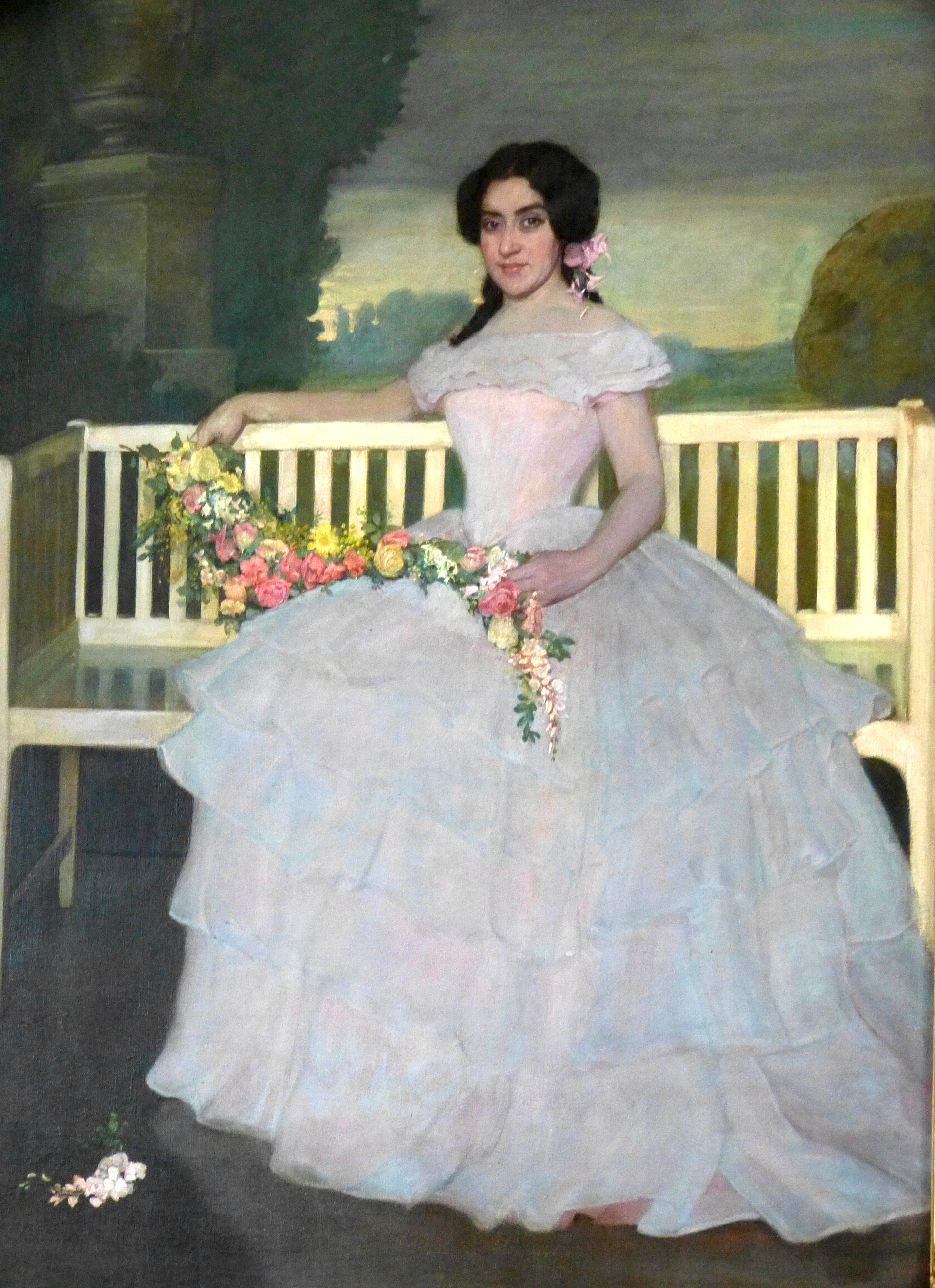
Porträt von Adolf Heller, entstanden um 1900.

Centa Bré (* 20. Januar 1870 in Donauwörth; † 30. März 1958 in Vilshofen an der Donau) war eine deutsche Schauspielerin. 

## Leben
Centa Bré war die Tochter eines Bahnbeamten. In München nahm sie heimlich Schauspielunterricht beim Hofschauspieler Alois Wohlmuth. Nach Auftritten in Passau, München und Wien kam Centa Bré ans Thalia Theater Hamburg. Dort gastierte sie 19 Spielzeiten, ehe sie nach Berlin ging. 1921 trat sie bei den Hamburger Kammerspielen unter Erich Ziegel auf. 1922 heiratete Bré den Sanitätsrat Heinrich Schnabelmaier, Arzt in Ortenburg. Seitdem lebte sie in Ortenburg und in Vilshofen. Sie verstarb 88-jährig in Vilshofen an der Donau.

## Rollen (Auswahl)
- Hannele in Hanneles Himmelfahrt von Gerhart Hauptmann
- Rose Bernd in Rose Bernd von Gerhart Hauptmann
- Adelheid in Der rote Hahn von Gerhart Hauptmann
- Nora in Nora oder Ein Puppenheim von Henrik Ibsen
- Wendla Bergmann in Frühlings Erwachen von Frank Wedekind
- Gräfin Geschwitz in Die Büchse der Pandora von Frank Wedekind
- Mizi Schlager in Liebelei von Arthur Schnitzler
- Annie in Anatol von Arthur Schnitzler

## Zitat über Centa Bré
„Neulich hatten wir im Schauspielhaus eine hübsche Prémiere: Graf Keyserlinks "Frühlingsopfer" mit Centa Bré in der Hauptrolle. Kennen Sie das liebenswürdige Stück? Und kennen sie die Bré? Sie war immer eine "Natur" im Goethe'schen Sinne; nun, da sie eine Menge gelernt hat, kommt ihr außer der Sorma keine mehr gleich.“

### Anmerkung zum Zitat
Thomas Mann schreibt Graf Keyserlinks und verwechselt da offensichtlich den Philosophen Hermann Graf Keyserling (1880–1946) mit dem Dramatiker Eduard von Keyserling (1855–1918). Keyserlinks dürfte zudem ein Schreibfehler sein.

## Quelle
- Centa Bré auf den Seiten der Stadt Hamburg, abgerufen am 9. April 2013
- Centa Bré bei filmportal.de, abgerufen am 10. April 2013